# Liste der Ehrenbürger von Lübeck
Die Hansestadt Lübeck hat seit 1835 23 Personen das Ehrenbürgerrecht verliehen und durch Eingemeindung zwei weitere aus dem zuvor als Gemeinde im Lübecker Staatsgebiet selbständigen Ostseebad Travemünde in die Liste übernommen. Travemünde wurde am 1. April 1913 in die Hansestadt Lübeck als Kommune eingemeindet.
In der Zeit des Nationalsozialismus wurden 1933 ein und 1937 drei NS-Politiker zu Ehrenbürgern ernannt. Diese Ehrenbürgerschaften wurden durch Beschluss der Bürgerschaft vom 20. Juni 1946 aberkannt.

## Die Ehrenbürger der Hansestadt Lübeck nach Jahr der Zuerkennung
| Name und Lebensdaten                              | Jahr der Verleihung  | Besonderheiten und Anmerkungen | Abbildung |
| ------------------------------------------------- | -------------------- | --- | --------- |
| James Colquhoun (1780–1855)                       | 1835                 | Generalkonsul der Hansestädte in London und Stalhofmeister |           |
| Georg Michael Gramlich (1795–1880)                | 1838                 | Diplomat und Geschäftsträger der Hansestädte in Caracas |           |
| August Friedrich Bloch (1780–1866)                | 1850                 | Vorsitzender der Generaldirektion der Königlichen Seehandlung; er platzierte für Lübeck die Anleihen zum Bau der Lübeck-Büchener Eisenbahn.                                                                              |           |
| Pehr Gustaf Nylén (1793–1870)                     | 1862                 | Schwedischer Schiffskapitän |           |
| Vincent Rumpff (1789–1867)                        | 1863                 | Ministerresident der vier Freien Städte am Französischen Hof in Paris. Inhaber der Lübecker Gedenkmünze Bene Merenti (1844).                                                                                             |           |
| Emanuel Geibel (1815–1884)                        | 1868                 | Dichter und Übersetzer, erhielt das Denkmal am Geibelplatz |           |
| Otto von Bismarck (1815–1898)                     | 1871                 | Reichskanzler. Standmal am Lindenplatz und Bismarckstraße im Stadtteil St. Jürgen |           |
| Helmuth Karl Bernhard Graf von Moltke (1800–1891) | 1871                 | Generalfeldmarschall, nach ihm wurden auch die Moltkestraße, der Moltkeplatz und die Moltkebrücke über die Wakenitz benannt. Er wuchs als Kind in Lübeck auf (1803–1809).                                                |           |
| Andreas Conrad Leyding (1793–1877)                | 1876 in Travemünde   | Kaufmann, Inspektor der Badeanstalt zu Travemünde |           |
| Johann Heinrich Thöl (1807–1884)                  | 1879                 | Geheimer Justizrat und Professor der Rechte an der Georg-August-Universität Göttingen |           |
| Hermann Fehling (1842–1907)                       | 1890 in Travemünde   | Kaufmann und österreichischer Honorarkonsul zu Lübeck. 1908 wurde ihm in Lübeck-Travemünde ein Gedenkstein gesetzt. Inhaber der Lübecker Gedenkmünze Bene Merenti. Die Fehlingstraße in Travemünde ist nach ihm benannt. |           |
| Alfred von Waldersee (1832–1904)                  | 1898                 | Generalfeldmarschall, nach ihm wurde auch die Walderseekaserne, die Walderseestraße und die Walderseebrücke über die Wakenitz benannt.                                                                                   |           |
| Paul von Beneckendorff und Hindenburg (1847–1934) | 1917                 | Generalfeldmarschall, später Reichspräsident der Weimarer Republik, nach ihm wurde der Hindenburgplatz im Stadtteil Lübeck-St. Gertrud benannt. Der Hindenburgplatz wird umbenannt, die Ehrenbürgerschaft wird geprüft.  |           |
| Emil Ferdinand Fehling (1847–1927)                | 1927                 | Lübecker Bürgermeister und Stadthistoriker. Direktor der Gesellschaft zur Beförderung gemeinnütziger Tätigkeit. Inhaber der Lübecker Gedenkmünze Bene Merenti (1917).                                                    |           |
| Adolf Hitler (1889–1945)                          | 1933, aberkannt 1946 | Reichskanzler |           |
| Wilhelm Frick (1877–1946)                         | 1937, aberkannt 1946 | Reichsinnenminister |           |
| Hermann Göring (1893–1946)                        | 1937, aberkannt 1946 | Preußischer Ministerpräsident |           |
| Alfred Rosenberg (1893–1946)                      | 1937, aberkannt 1946 | Reichsleiter der NSDAP |           |
| Carl Jacob Burckhardt (1891–1974)                 | 1950                 | Schweizer Diplomat und IRK-Präsident. Er bewahrte Lübeck im Zweiten Weltkrieg vor weiteren Luftangriffen. Das Carl-Jacob-Burckhardt-Gymnasium ist nach ihm benannt.                                                      |           |
| Georg Kalkbrenner (1875–1956)                     | 1951, aberkannt 2015 | Lübecker Senator für Finanzen. Die Kalkbrennerstraße im Stadtteil St. Jürgen ist nach ihm benannt. Inhaber der Lübecker Gedenkmünze Bene Merenti. 2015 wurde Kalkbrenner die Ehrenbürgerschaft wieder aberkannt.         |           |
| Thomas Mann (1875–1955)                           | 1955                 | Als Schriftsteller und Nobelpreisträger für Literatur setzte er Lübeck mit dem Roman Buddenbrooks: Verfall einer Familie ein weltliterarisches Denkmal. Sein Denkmal befindet sich an der Beckergrube.                   |           |
| Willy Brandt (1913–1992)                          | 1972                 | Bundeskanzler und Träger des Friedensnobelpreises 1971. Die Willy-Brandt-Allee auf der Wallhalbinsel wurde nach ihm benannt. Das Willy-Brandt-Haus befindet sich in der Königstraße.                                     |           |
| Rodolfo Groth (1881–1985)                         | 1982                 | Überseekaufmann und Mäzen. Die Rudolf-Groth-Straße am Tor der Hoffnung ist nach ihm benannt. |           |
| Heinrich Dräger (1898–1986)                       | 1982                 | Inhaber des Drägerwerkes und Mäzen; Gründer der Dräger-Stiftung. Das Museum Drägerhaus als Erweiterungsgebäude des Museums Behnhaus ist nach ihm benannt.                                                                |           |
| Felix F. Carlebach (1911–2008)                    | 1987                 | Aus Lübeck stammender Rabbiner in Manchester. Der Carlebach-Park im neuen Lübecker Hochschulstadtteil wurde nach der gesamten Rabbinerfamilie Carlebach benannt.                                                         |           |
| Hans Blumenberg (1920–1996)                       | 2006                 | Aus Lübeck stammender deutscher Professor der Philosophie. Eine Gedenktafel wurde im Eingangsbereich seines Geburtshauses in Lübeck angebracht.                                                                          |           |